# Fravartis
Fravartis (óperzsa 𐎳𐎼𐎺𐎼𐎫𐎡𐏁 fa-ra-va-ra-ta-i-ša, normalizált alakban Fravartiš, görögül Phraortész, ? – Ekbatana, i. e. 521. május) méd fejedelmi sarj, a perzsa források szerint lázadás vezetője.
Kambúdzsija perzsa király i. e. 522-es halálát követően a magát Bardíjának kiadó Gaúmáta vette át a hatalmat Perzsiában. Uralkodását a méd kiváltságok visszaállítása jellemezte. Az a körülmény, hogy a görögök mágus jelzővel illették, arra utal, hogy a méd papi kaszthoz tartozott, akik viszont a mágusz törzs tagjai voltak. Bardíja bukása után, Dárajavaus (Dareiosz) trónra lépésével a médek ismét elveszítették a rövid időre visszakapott előjogaikat, ami elégedetlenséget szült a médek között.
Fravartist a perzsa dokumentumok szerint elismerték az utolsó méd király, Istuviga utódjának, talán tényleg a leszármazottja volt. Talán azonos a Xenophón által említett III. (II.) Küaxarésszel, de sem Hérodotosz, sem Ktésziasz nem beszél róla. Xenophón szerint Küaxarész Mandané testvére volt, így II. Kurus sógora, ezért nem szállt szembe Kurussal a perzsa hatalomátvétel idején. Fravartis esetleg ennek a Küaxarésznek a fia is lehet.
Fravartis i. e. 521. január 12-én indította meg Dárajavaus ellen a hadműveleteit, majd Madában a médek királyának kiáltotta ki magát. Dárajavaus Vidarnát küldte ellene, miközben Dadaris vezetésével egy másik seregrész az armeniai lázadók ellen vonult. Dadaris több győzelmet aratott, majd egyesült Veumisa, Vidarna, és a Babilon alól éppen hazatérő királyi seregrésszel, és együttes erővel i. e. 521. május 7-én legyőzték Fravartist. A fogságba esett méd királyt Ekbatanában kivégezték.